# Anton Kontra
Anton Kontra (* 29. März 1932 als Antal Kontra in Tomajmonostora, Königreich Ungarn; † 8. Mai 2020 in Malmö, Schweden) war ein ungarischer Violinist und Konzertmeister sowie führender Solist und Kammermusiker im skandinavischen Raum.

## Leben
Kontra entstammt einer Roma-Familie von Straßenmusikern und wuchs mit vier Geschwistern in Ungarn auf. Aufgrund seines besonderen Talents beim Geige spielen wurde er bereits als Achtjähriger an der Franz-Liszt-Musikakademie in Budapest aufgenommen und war dort Schüler von Zoltán Kodály und Ede Zathureczky. Während seiner Zeit an der Franz-Liszt-Musikakademie gewann er bereits einen internationalen Bach-Wettbewerb in Budapest. Nach seiner musikalischen Ausbildung war er ab 1955 in einem staatlichen ungarischen Orchester angestellt.
Während des Ungarischen Volksaufstands 1956 emigrierte er mit anderen ungarischen Musikern nach Schweden, wo er zunächst in einem „Zigeunerorchester“ und später als Musiker im Bereich der Zigeunermusik und des Jazz bekannt wurde. Im Jahr 1965 zog Kontra nach Dänemark und war dort von 1965 bis 1988 Konzertmeister des Kopenhagener Sjællands Symfoniorkester (Philharmonisches Orchester Kopenhagen).
Neben seiner Tätigkeit als Konzertmeister gründete er 1973 zusammen mit den drei Mitgliedern des Sjællands Symfoniorkester, Boris Samsing, Peter Fabricius und Morten Zeuthen, das Kontra Kvartetten (Kontra Quartett), das sich später zu Dänemarks bekanntestem Streichquartett entwickelte. Das Kontra Kvartetten nahm über 40 Alben auf und hatte weltweit Konzerte bspw. in den USA, Japan und Europa. Nach seiner Anstellung bei den Kopenhagener Philharmonikern war er von 1990 bis zu seiner Pensionierung 1999 Konzertmeister des Malmö Sinfonieorchesters.
Kontra hatte neben seiner musikalischen Karriere auch eine Rolle als Schauspieler in dem 1972 erschienen Film Die Olsenbande und ihr großer Coup aus der Olsenbanden-Filmreihe.
Sein Sohn Richard Kontra ist ebenfalls Violinist und Konzertmeister des Nordischen Kammerorchesters.
Anton Kontra verstarb in Malmö und wurde auf dem Friedhof der Limhamns Kirche bestattet. Der Konzertmeister der Königlich Dänischen Oper Lars Bjørnkjaer bezeichnete Anton Kontra nach seinem Tod als einen Musiker, der „zu den absoluten Spitzengeigern der Welt gehörte“.

## Auszeichnungen
- 1987: Carl-Nielsen-Preis[6]
- 1993: Ritter des Dannebrogordens
- 1999: Kulturpreis der Stadt Malmö[7]